# 宗重遠
宗 重遠（そう しげとお、1848年6月11日（嘉永元年5月11日） - 1930年（昭和5年）3月10日）は、日本の武士（久留米藩士）、剣術家（津田一伝流、大日本武徳会剣道範士）。

## 経歴
久留米藩士・宗秀次郎の二男として出生。はじめ小源太あるいは栄と称した。幼少時より津田一伝流開祖津田正之に入門して剣を学び、17歳で免許を得る。
幕末期には藩命により京都御所守衛のために上京、また久留米では常備隊の半隊長を務めた。廃藩後は剣を捨て、1886年（明治19年）から1909年（明治42年）までは地方行政に貢献し、浮羽郡会議員、吉井町町長、椿子村浮羽村組合村長などを歴任した。
後年は剣に復帰し、1921年（大正10年）9月には大日本武徳会から剣道範士号を授与され、天覧試合の栄を受けた。大日本武徳会の試合では門奈正と中山博道に「最も難しい相手だった」と言わしめた。また、学校や軍隊などにおいて剣道の指導に当たった。
1923年（大正12年）、東京府在住の長男宅に隠居。1930年（昭和5年）3月10日没、享年83。墓所は横浜市鶴見区の總持寺にある。

## 系譜・家族
筑後宗氏は武藤資頼の末裔であり、対馬藩主・宗氏と同族である。元禄年間に宗政盛（1640年 - 1703年）が久留米藩第4代藩主有馬頼元に召し抱えられて武家礼法と武術の指南にあたり、宗家は以後代々久留米藩に仕えた。
父の秀次郎（盛興、1814年 - 1872年）も弓馬の術に通じた。兄の小次郎（弘毅、1845年 - 1903年）は幕末に応変隊参謀などを務め、維新後は御井郡など各郡の郡長を歴任、官吏として山梨県などに赴任した。
妻は久留米藩士喜多村弥六（吉尚）の娘フサ。子は5男1女。長男の正路（1883年 - 1962年）は電気・無線電信の研究者であり、東京電気株式会社（現・東芝）取締役を務めたのち、宗電子工業株式会社を創業した。三男の小柳貫之（1891年 - 1944年）は京都帝国大学や第三高等学校で剣道師範となった。
孫の宗道臣は少林寺拳法の創始者である。

## 註
1. 1 2 3 4 5 6 7 8 9 10 11 12 13 14  『久留米人物誌』p.305
2. 1 2  『久留米人物誌』p.306
3. 1 2  『月刊剣道日本』1976年11月号 p.36（スキージャーナル）
4. ↑  『久留米人物誌』p.240